# Darrgräsfjäril
Darrgräsfjäril (Coenonympha glycerion) är en art i insektsordningen fjärilar som tillhör familjen praktfjärilar. Utbredningsområdet omfattar östra Europa och områden med jämförbart tempererat klimat i Asien. I Skandinavien finns denna art främst i södra Finland.
Darrgräsfjärilen har en vingbredd på 26 till 34 millimeter. På ovansidan är vingarna brungula, hanen vanligen något mörkare brun än honan. På bakvingarna finns nära ytterkanten tre vaga fläckar med mörk mittpunkt och ett smalt kantband, vilka hos honan är gulaktiga och hos hanen gulaktiga till rödgula. Undersidan på vingarna påminner om starrgräsfjärilens, men har ett otydligare vitt streck på framvingen.
Flygtiden för den fullbildade fjärilen, imagon, är i Norden från slutet av juni till juli. Larven lever på olika gräs och fuktiga ängar eller skogsbryn är vanliga livsmiljöer för denna fjäril.